# Beliov
Beliov (ru. Белёв) este un oraș în regiunea Tula, Rusia, pe stânga râului Oka, la o distanță de 155 km SE de Tula. Este centrul administrativ al raionului Beliovski.